# 倫敦大學亞非學院
倫敦大學亞非學院 （英語：School of Oriental and African Studies； 簡稱：SOAS (/ˈsoʊ.æs/ SOH-as)），全稱為倫敦大學東方與非洲研究學院，是一所位在英格蘭倫敦布卢姆茨伯里的研究型大學，倫敦大學的學院之一。
亞非學院是英國唯一一所專門研究亞洲、非洲與中東的人文及社會科學學術機構，於世界享負盛名，同時也是英國頂尖大學之一。亞非學院成立於1916年，培養了多位國家元首，政府首長，大使，外交官，大法官，一位諾貝爾獎得主，及為數眾多的各領域領袖。

## 歷史

### 創始
亞非學院原稱東方學院（The School of Oriental Studies），成立於1916年，最初位於前倫敦學院（London Institution）芬斯伯里圆环的舊址，1916年6月5日東方學院獲得皇家特許狀，並於次年1月18日招收第一位學生入學。1917年2月23日由英王喬治五世率前印度總督喬治·寇松侯爵與內閣閣員親臨，正式為東方學院揭幕。
亞非學院設立的目標原是為幫助英國在亞洲與非洲的學術與商業發展，並使倫敦大學足以和柏林、聖彼得堡與巴黎等著名的東方學院競爭。學院成立後，立即成為訓練英國使節、派駐大英帝國殖民地官員及派外情報員的重要機構。1938年，東方學院加入非洲研究，改為今名：亞洲與非洲學院。

### 第二次世界大戰
亞非學院1930年代曾坐落於Vandon House，圖書館則位在克拉倫斯府。由於學院現址新建期間，1940年9月即遭遇德軍轟炸，搬遷計畫因而延遲。二戰期間，倫敦大學各學院於1939年被疏散至各地，亞非學院在政府的建議下，遷至劍橋大學基督學院。
1940年亞非學院遷回市區，暫租於Broadway數月。1942年，戰時政府加入日語系以補日本語文人才的不足。在政府獎勵下，選自文法學校與公學校的男學生在南倫敦的Dulwich學院訓練為戰時翻譯人員與文職官員。但因訓練速度不及所需，1942年2月英國政府密碼與解碼學校開設了自己專屬的日語課程。

### 戰後至今
作為倫敦大學的學院之一，亞非學院研究領域包括亞洲、非洲與中東的法學、社會科學、人文學與語言學。亞非學院圖書館是英國乃至於歐洲最大的亞非資料中心。戰後三十年之間學院顯著地發展，從原來只有1000位學生，至1970年代迄今增至6000人，其中約有一半是研究生。
繼倫敦大學政經學院、大學學院與國王學院之後，2011年，英國樞密院修改亞非學院的皇家特許狀，亞非學院獲准以學院名義頒發學位，自2013年秋季班入學的學生起適用。
2012年亞非學院啟用新的視覺識別「亞非學院樹」，現在廣泛用在學院文件、數位媒體以及學院各處。亞非學院樹包含十種植物的葉子，分別代表了英國、亞洲、非洲與中東。

## 爭議
2016年6月，英國周刊《旁觀者》發表了一則相信是教師的讀者投稿，對近年來亞非學院的校園氣氛作出抨擊。作者以大學裏的激進排猶主義作標題，以第一人稱的述事法，帶出近年來校園頻頻因以巴衝突帶來的各種不良氣氛，文章中提到由學校學生會所主持的以色列種族隔離制度周以及由學生會主導的以色列制裁行動，都對學校內猶太裔學生所帶來的影響，更激化本來已存在對立的阿拉伯裔及猶太裔學生。作者亦指出，同樣是獨裁政權的敘利亞、中國以及沙烏地阿拉伯卻沒有得到相應的指責，懷疑學生會此舉是議題設定，讓整個校園的討論氛圍由穆斯林裔學生主導，排斥於校裏就讀的猶太裔學生。文章放校內學生群組內引發巨大回響，更有學校主任刑事法的教授，在下一星期的《旁觀者》撰文駁斥，抨擊Adrian Hilton本身並非猶太裔亦非跟亞非院有直接關系，所說的只是一家之言，指責Adrian Hilton更是不明就裏，著他不要以偏概全。

## 研究

### 機構
亞非學院共分為五個學院與五個獨立學系： 
- 文學院（School of Arts）
  - 藝術史與建築學系
  - 音樂學系
  - 英文研究中心

- 金融與管理學院（School of Finance and Management）

- 歷史、宗教與哲學學院（School of History, Religions and Philosophies）
  - 歷史學系
  - 宗教與哲學學系

- 跨學科研究學院（School of Interdisciplinary Studies）
  - 發展、環境與政策中心
  - 性別研究中心
  - 全球媒體與傳播中心
  - 國際研究與外交中心
  - 永續金融中心

- 語言、文化與語言學學院（School of Languages, Cultures and Linguistics）
  - 非洲語言、文化與文學組
  - 語言學系
  - 近東與中東研究組
  - 南亞組
  - 東南亞組

- 法學院（School of Law）

- 人類學與社會學系（Department of Anthropology and Sociology）

- 發展研究學系（Department of Development Studies）

- 東亞語言與文化學系（Department of East Asian Languages and Cultures）
  - 中國與內亞組
  - 日本與韓國組

- 經濟學系（Department of Economics）

- 政治與國際研究學系（Department of Politics and International Studies）

跨學院、系之研究院與區域研究中心：
- 非洲研究中心

- 當代中亞與高加索研究中心

- 日本研究中心

- 韓國研究中心

- 倫敦中東研究院
  - 伊朗研究中心
  - 巴勒斯坦研究中心

- 中國研究院

- Shapoorji Pallonji瑣羅亞斯德研究院

- 南亞研究院
  - 巴基斯坦研究中心

- 世界語言研究院

- 東南亞研究中心

院、系屬研究中心：
- 亞洲法律研究中心
- 佛教研究中心
- 殖民主義、帝國與國際法中心
- 比較政治思想中心
- 衝突、權利與正義中心
- 文化、文學與後殖民研究中心
- 發展政策與研究中心
- 金融與管理研究中心
- 飲食研究中心
- 全球金融中心
- 人權法中心
- 伊斯蘭與中東法律中心
- 伊斯蘭研究中心
- 耆那教研究中心
- 日本宗教研究中心
- 猶太研究中心
- 法律、環境與發展中心
- 移民與離散研究中心
- 鄂圖曼研究中心
- 基礎建設與能源安全政治中心
- 臺灣研究中心
- 翻譯研究中心
- 信託研究中心
- 水資源與發展中心
- 世界基督宗教中心
- 瑜珈研究中心

校內、外人士語言進修學習：
- 國際學生基礎課程與英語學習
- 語言中心

亞非學院是一所獨特的學院，其開設了一系列的學士及研究生課程，並在2011年8月開始由英國樞密院賦予獨立學位授予權，2013年9月開始註冊的學生，轉為獲得以倫敦大學亞非學院名義頒發的學位，在此之前，學位皆以倫敦大學的名義頒發。據統計，在國際學生比例最高的二十所英國大學中，亞非學院排名第八。

### 圖書馆

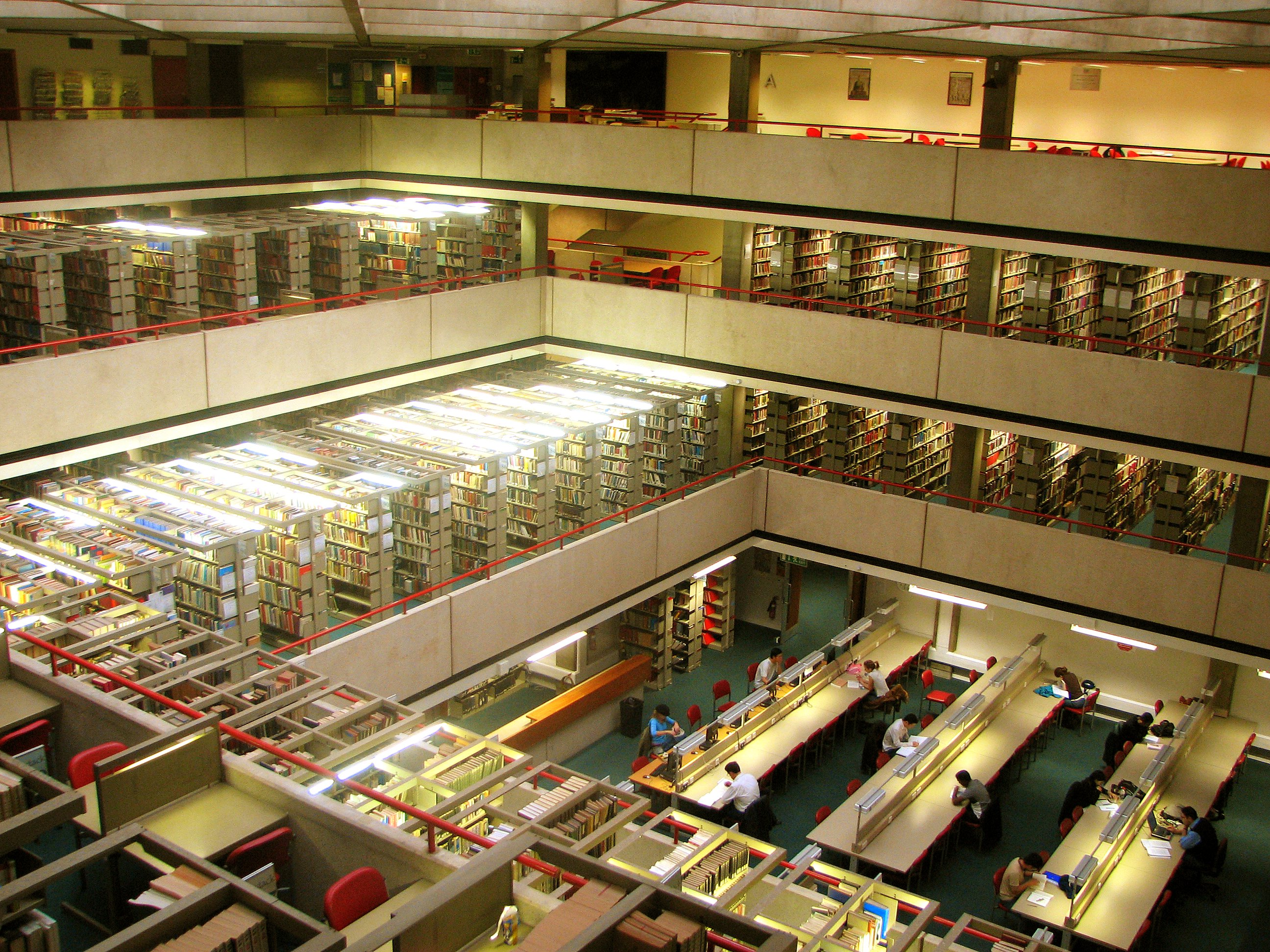
圖書館

亞非學院圖書館馆内的藏书超过120万册，涉及4,000种语言，為全英國唯一專藏亞洲、非洲與中東書籍與資料的圖書館。亞非學院圖書館名列英國五大國家研究型圖書館(NRLS)之一。

### 汶莱美术馆

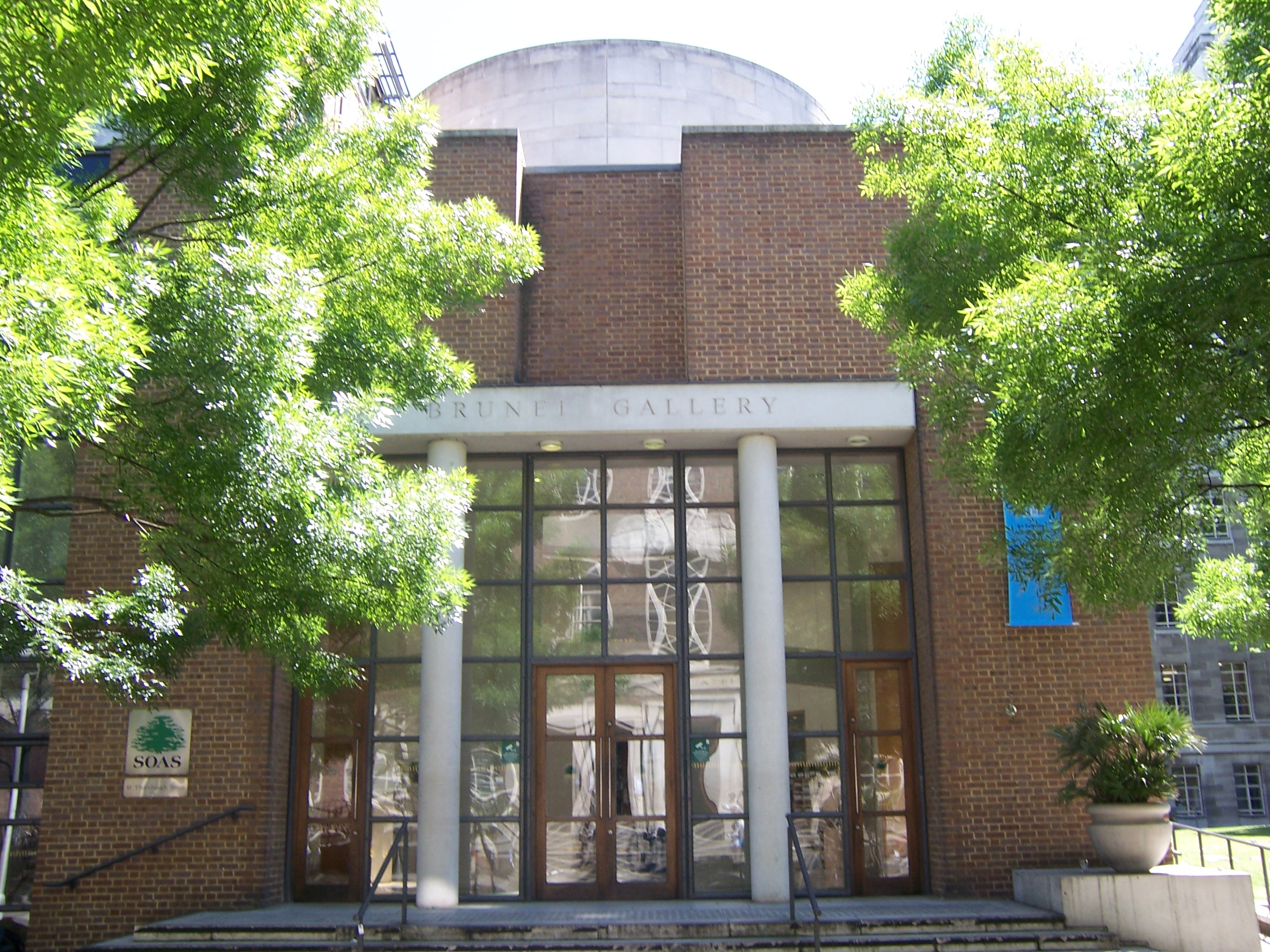
汶萊美術館入口

汶萊美术馆為亚非研究学院久负盛名的美术馆，由汶萊苏丹慷慨捐资而建，並由校監安妮長公主於1995年正式揭幕。館中有一个展厅专门展出来自亚洲和非洲的艺术作品，这些作品均关于亚非两洲；美術館頂樓還建有一處日式庭園。
原大維德中國藝術基金會曾附屬於亞非學院。該基金會收藏了约1700件中国陶瓷，和一个专门收藏关于中国艺术与文化的书籍的图书馆。這些藏品為大維德爵士1950年捐給倫敦大學並附屬於亞非學院，1952年一個小型的美術館對外開幕。2007年由於基金會經營不善停止運作，陶瓷藏品已移交大英博物館收藏，並於第95展廳永久展示。

### 臺灣研究中心
亞非學院於1999年設立臺灣研究中心從事臺灣相關研究，該中心為目前國際上最重要的臺灣研究機構之一，主要聚焦於臺灣的社會、經濟、政治、語言以及文化。此外，該中心亦開設碩士學位學程，授予臺灣研究碩士學位(MA)。臺灣研究中心自成立以來，與臺灣政府與民間藝文界互動密切，2013年臺灣駐英國臺北代表處亦與亞非學院簽署「倫敦大學亞非學院（SOAS）臺灣研究2012~2015合作瞭解備忘錄」暨「臺灣文化光點計畫合作備忘錄」，期能透過國際交流拓展臺灣研究在歐洲的深度。2016年12月再度簽署「倫敦大學亞非學院台灣研究計畫合作瞭解備忘錄(2015~2018)」，延續與臺灣之間的學術與文化交流。臺灣研究中心每年定期舉辦夏日學校，舉辦多項講座與紀錄片放映，邀請世界各地相關學者與藝文人士與會座談。此外，臺灣研究中心不定期舉辦學術講座、電影播放、與藝文人士對談，近期曾邀請生態作家劉克襄、漫畫家小莊、原住民歌手阿洛．卡力亭．巴奇辣，從不同角度探討臺灣當代社會議題。

### 漢學研究
亞非學院自20世紀上半葉創立以來，即開設中文課程，培養英國中文人才，加強英國對東亞事務的參與與認識。隨著學校的發展與變遷，語言教育逐漸轉變為學術性的漢學研究與學術人才培育，成為英國與歐洲漢學研究重鎮，更是在英國研究中國的學者最為集中的學術機構。亞非學院為歐洲漢學研究重鎮，其中一個因素在於擁有相當豐富的中國資料收藏：图书馆的三樓與四樓至少有17萬冊的中國圖籍，近千種的中文期刊。特藏與檔案館中，藏有许多印刷珍品、手稿和重要的档案与地图。除了中文資料，還包括各種語言書寫的中國研究書籍與資料。
清朝末代皇帝溥儀英籍教師莊士敦返回英國後，1931年成為亞非學院首位被任命的漢學教授，他過世後所有書籍即捐給亞非學院圖書館收藏。第一位來華傳教的基督新教傳教士馬禮遜的生前藏書與相關文獻，也由亞非學院圖書館特藏，1996年由蔣經國國際學術交流基金會資助整理編目。2017年與臺灣國家圖書館合作成立「倫敦大學亞非學院臺灣漢學資源中心」，舉辦「臺灣漢學講座」。
亞非學院設有中國研究院（China Institute）前身為創辦於1960年代的當代中國研究所（Contemporary China Institute）和 1992 年成立的中國研究中心。中國研究院原先的重點為當代中國議題，他們與英國政府相關部門保持聯繫，出版「當代中國研究叢刊」，國際知名中國研究期刊《中國季刊》就是中國研究院的重要出版品。當前中國研究院，集合了全校不同學門的中國研究學者，研究領域涵蓋歷史、文學、語言、宗教、社會、文化、政治、經濟與人權等。透過定期舉辦學術活動，中國研究院與世界各地相關研究者互動，促進全球中國研究交流。

### 排名
儘管有關於像亞非學院這樣的專門性大學是否應該被列入大學排名中的爭議，根據2020年QS世界大學排名人文藝術學科排名，亞非學院為世界第49，其中發展研究為世界第6、人類學第13、宗教研究第42、政治學第18、地理學39、歷史學第45，其他如社會學、語言學、現代語言、傳播學等學科皆於世界前百之列。在2018-2019年的Center for World University Rankings（CWUR）排名中，亞非學院名列世界第187、英國第18。
根據完全大學指南，亞非學院的金融和管理研究部門是全英十大商學研究機構之一。根據2008年科研評估，該部門90%的研究都達到了國際認可以上的水平；同時該學院也是英國頂尖的亞洲研究機構之一。 根據泰晤士高等教育和衛報的排名，亞非學院的人類學在英國僅排在劍橋大學和倫敦政經學院之後。

### 軼聞
由於亞非學院聚集了諸多來自南亞的學者及學生，一個提倡素食的印度教克里希那神信眾團體便會固定於校門口發放咖哩，並且已這麼做超過20年，校方雖然禁止其進入校園並提醒教職員生其活動並未被校方允許，但每到中午仍然會有不少師生前往領取免費咖哩飯。

## 著名校友
- 翁山蘇姬- Aung San Suu Kyi, 緬甸民主領袖，諾貝爾和平獎得主(1992)
- 蘇丹沙拉弗丁·阿布都拉·阿濟茲·沙-Sultan Salahuddin，已故馬來西亞國王
- 梅特·瑪麗特王儲妃- Mette-Marit，挪威王儲妃
- 梅維恆 - 漢學家
- 瑪麗亞·勞拉公主- Prince Maria Laura，比利時公主
- 葦吉丹·阿里 - Princess Wijdan Ali of Jordan， 約旦公主
- 比倫特·埃杰維特- Bülent Ecevit，土耳其前總理
- 約翰·阿塔·米爾斯- John Atta Mills，已故加納總統
- 尤德爵士- Sir Edward Youde，第26任香港總督，前英國駐華大使
- 衛奕信- The Lord Wilson of Tillyorn，第27任香港總督
- 約翰尼·卡森- 美國助理國務卿，美國前駐肯亞、辛巴威、烏干達大使
- 杜希德- Denis Twitchett，已故知名英國漢學家
- 珍美瑪·罕- Jemima Khan，聯合國兒童基金會英國大使
- 何文匯- 香港中文大學中國語言及文學系榮譽教授，香港中文大學東華三院社區書院創校校長，粵語正音推廣協會創辦人
- 魯惟一- Michael Loewe，知名英國漢學家、歷史學家
- 馮客- Frank Dikötter，荷蘭籍中國歷史學者，專研中國近代史，現任香港大學歷史系講座教授
- 陈智燊- 香港TVB男演员
- 郝毅博- Ben Hedges，英國籍新唐人電視台記者
- 謝哲青- 臺灣旅遊作家、電視節目主持人
- 余宛如- 臺灣立法委員（國會議員）
- 董存爵- 曾任香港美國新聞處編輯、英國廣播公司節目製作、《讀者文摘》中文版總編輯、《明報月刊》與《明報》總編輯等職。2003年6月起任壹傳媒董事，為《香港蘋果日報》社長，2014年4月退休。
- 王賡武- Gungwu Wang, 知名歷史學家，新加坡國立大學大學教授，中央研究院院士，倫敦大學亞非學院名譽院士，前香港大學校長，
- 陳以信，政治人物。
- 陳文德- 臺灣籍人類學家，以臺灣原住民研究，主要從事阿美族及卑南族相關人類學研究（尤其後者）。曾任職於臺灣中央研究院民族學研究所副研究員，現今已從民族所退休並擔任兼任副研究員。
- 罗达菲，英国政治学者

## 外部連結
- 倫敦大學亞非學院 （页面存档备份，存于）
- BBC China 評介：倫敦大學亞非學院 （页面存档备份，存于）